# Reiskirchen

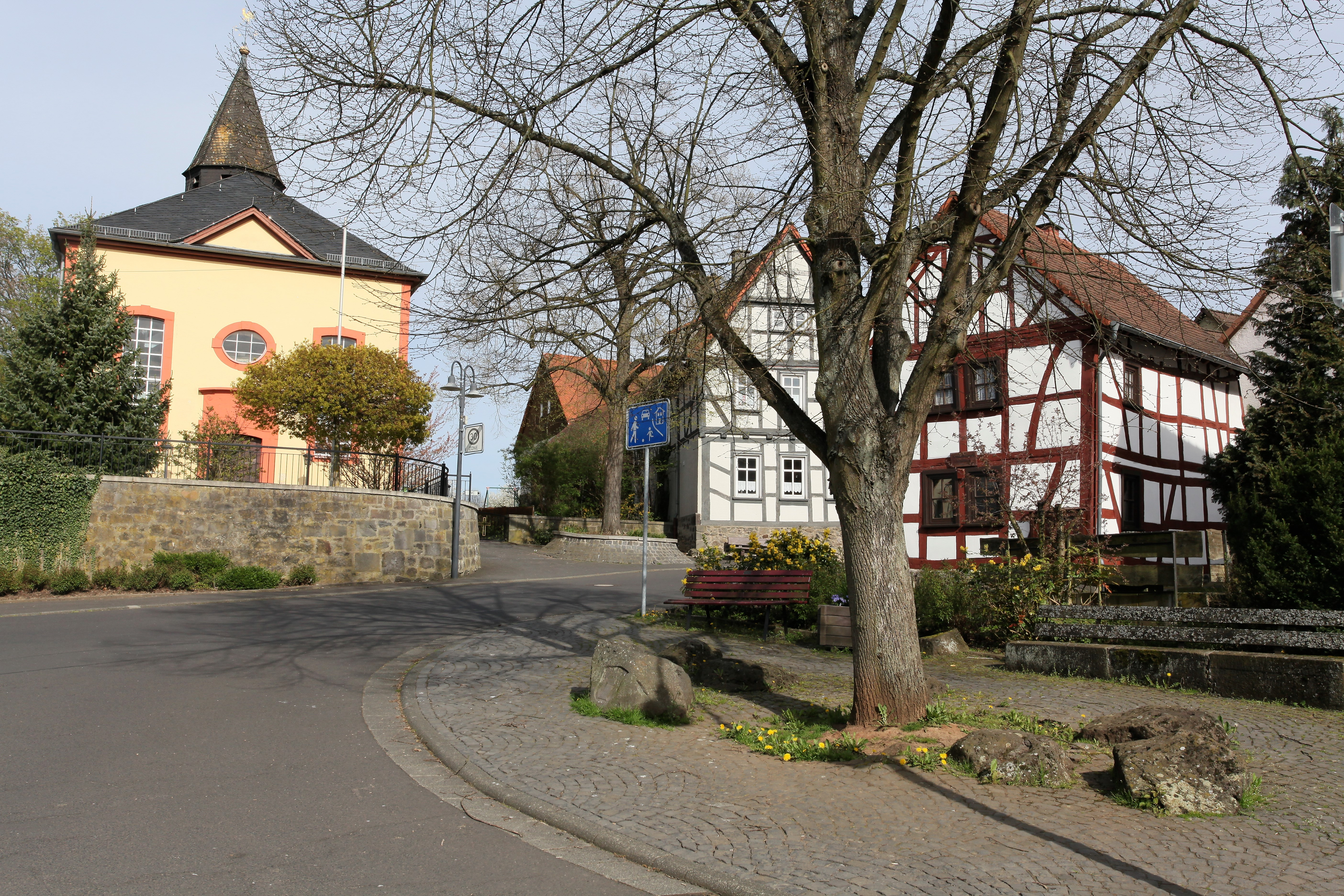
Reiskirchen Evangelische Kirche, altes Pfarrhaus und Hirtenhaus

Reiskirchen ist eine Großgemeinde im mittelhessischen Landkreis Gießen.

## Geografie

### Geografische Lage
Die Ortschaften Reiskirchen, Bersrod und Burkhardsfelden gehörten zum Busecker Tal. Gießen liegt circa 8 Kilometer westlich von Reiskirchen. Ebenso befindet sich das Naturschutzgebiet Hohe Warte westlich des Ortes. Im Reiskirchener Ortsteil Saasen entspringt die Wieseck, die bei Gießen in die Lahn mündet.
Reiskirchen grenzt im Norden an die Gemeinde Rabenau, im Osten an die Stadt Grünberg, im Südosten an die Stadt Laubach, im Süden an die Stadt Lich, sowie im Westen an die Gemeinden Fernwald und Buseck. Im Nordosten zwischen Saasen und Grünberg steht die ehemalige Klosteranlage Wirberg.

### Gemeindegliederung
- Bersrod
- Burkhardsfelden
- Ettingshausen
- Hattenrod
- Lindenstruth
- Reiskirchen
- Saasen, mit Bollnbach und Wirberg
- Winnerod

## Ortsgeschichte

### Mittelalter
Die urkundliche Ersterwähnung von Ricolfiskirchen und Leihgestern stammt aus dem Jahr 1238 und nennt den „Siffridus plebanus de Ricoluiskirchen.“
Aus dem Jahre 1305 datiert eine Urkunde, welche Güter des Klosters Arnsburg. „.. in Ricolfiskirchen et in Leitgesteren sita (gelegen)“ betrifft.
1319 wird „frater Henricus de Richolskirchin“ (Bruder Heinrich von R.) urkundlich genannt.
Ein Salbuch des 14. Jahrhunderts kennt die Schreibweise „Richelskyrchen“.
Der Ortsname lautet 1501 „Ryßkirchenn.“
Die Namensforschung deutet den Ortsnamen als „Siedlung bei der Kirche des Richolf.“
Die urkundliche Erwähnung von Richolueschiricha im Jahre 975 bezieht sich auf Reiskirchen im Lahn-Dill-Kreis südlich von Wetzlar.
Um 1300 entstand eine neue Kirche, deren Chorturm erhalten geblieben ist. Das heutige Kirchenschiff der Evangelischen Kirche wurde von 1769 bis 1771 im Übergangsstil zwischen Spätbarock und Klassizismus errichtet.

### Neuzeit
Die Statistisch-topographisch-historische Beschreibung des Großherzogtums Hessen berichtet 1830 über das Busecker Tal:

„Busecker Thal (L. Bez. Giessen) Landstrich. Das Busecker Thal besteht aus 9 Orten: Altenbuseck, Großenbuseck, Albach, Beuern, Bersrod, Burkhardsfelden, Oppenrod, Reißkirchen und Rödchen, die zusammen 5675 Einwohner haben. – Die Vierer und Ganerben von Buseck kamen 1332 unter landgräfliche Gerichtsbarkeit. Sie haben aber niemals als Landsassen, sondern als unmittelbare Reichssassen angesehen seyn wollen. Im Jahr 1547 entstanden darüber große Streitigkeiten, und in dem 1576 erfolgten Vergleich erkannten zwar die Einwohner die landesfürstliche Hoheit des Landgrafen an, aber von dem Landgrafen wurde die Gerichtsbarkeit der von Buseck als ein unbestrittenes kaiserliches Lehen anerkannt. Neue Steitigkeiten veranlaßten 1706 den kaiserlichen Reichshofrath, den Vergleich aufzuheben, und das Busecker Thal für ein unmittelbares kaiserliches Lehen zu erklären, die Andersgesinnten mit 50 Mark löthigen Geldes als Strafe zu belegen, und die Aufrechthaltung dieses Beschlusses mehreren benachbarten Reichsständen zu übertragen. Hierauf wandte sich der Landgraf an die Reichsversammlung zu Regensburg, worauf 1725 dem Hause Hessen-Darmstadt die Geichtsbarkeit, nebst der Lehensherrlichkeit, als eine beständige kaiserliche Commission aufgetragen, und der Vergleich von 1576 bestätigt wurde. Im Jahr 1827 hat die Freiherrliche Familie von Buseck die ihr zustehende Patrimonialgerichtsbarkeit im Busecker Thal an den Staat abgetreten.“

sowie über Reiskirchen:

„Reißkirchen (L. Bez. Giessen) evangel. Pfarrdorf; liegt an der Chaussee von Giessen nach Alsfeld, 2 St. von ersterm Orte. Das Dorf gehört der Freiherrl. Familie von Buseck, hat 98 Häuser und 590 Einwohner, die außer 24 Juden evangelisch sind. Hier wird ziemlich viele Leinwand verfertigt. – Reißkirchen, früher Richoloiskirchen, hatte schon 1226 eine eigene Kirche. Im Jahr 1827 hat die Freiherrl. Familie von Buseck die ihr an diesem Dorfe zustehende Patrimonialgerichtsbarkeit an den Staat abgetreten.“

Im Reiskirchener Ortsteil Saasen existiert noch immer ein Relikt aus den 1950er Jahren: Eine Gefriergemeinschaft, gegründet, als die Anschaffung von Tiefkühltruhen für Privathaushalte noch zu teuer war.
Hessische Gebietsreform (1970–1977)
Zum 31. Dezember 1970 fusionierten die bis dahin selbständigen Gemeinden Reiskirchen, Hattenrod, Saasen und Winnerod im Zuge der Gebietsreform in Hessen freiwillig zur neuen Großgemeinde Reiskirchen. Am 1. April 1972 wurde die Gemeinde Burkhardsfelden auf freiwilliger Basis eingegliedert. Am 1. Januar 1977 kamen die Gemeinden Bersrod, Ettingshausen und Lindenstruth durch das Gesetz zur Neugliederung des Dillkreises, der Landkreise Gießen und Wetzlar und der Stadt Gießen hinzu. Für alle ehemals eigenständigen Gemeinden von Reiskirchen wurde ein Ortsbezirk mit Ortsbeirat und Ortsvorsteher installiert.
Der Gemeinde wurde vom Hessischen Minister des Innern am 8. November 1974 die Genehmigung zur Führung des vom Hessischen Staatsarchiv in Darmstadt entwickelten Wappens erteilt, dessen Beschreibung „in einem schwarzen von goldenen Streifen netzartig geteilten Wappenschild eine mit einem roten Kirchturm belegte silberne Spitze“ lautet.
Einen Überblick über die Geschichte der Gemeinde Reiskirchen bietet eine Ausstellung im Hirtenhaus, das als Heimatmuseum genutzt und von der Heimatgeschichtlichen Vereinigung Reiskirchen betrieben wird.

### Verwaltungsgeschichte im Überblick
Die folgende Liste zeigt die Staaten, in denen Reiskirchen lag, sowie deren Verwaltungseinheiten, denen es unterstand:
- 1325: Heiliges Römisches Reich, in iurisdictione Buchsecke: in villa Reiskirchen[17]
- 1508 und später: Heiliges Römisches Reich, Gericht Busecker Tal (Ganerbschaft des „Busecker Tals“ der Freiherren zu Buseck; einzelne Güter gehören zur Vogtei Winnerod)
- vor 1567: Heiliges Römisches Reich, Landgrafschaft Hessen, Gericht Busecker Tal (die gerichtlichen Auseinandersetzungen um die Landeshoheit endeten erst 1726)
- ab 1567: Heiliges Römisches Reich, Landgrafschaft Hessen-Marburg, Gericht Busecker Tal
- 1604–1648: Heiliges Römisches Reich, strittig zwischen Landgrafschaft Hessen-Darmstadt und Landgrafschaft Hessen-Kassel (Hessenkrieg)
- ab 1604: Heiliges Römisches Reich, Landgrafschaft Hessen-Darmstadt, Oberfürstentum Hessen, Oberamt Gießen (ab 1789), Gericht Busecker Tal[18]
- ab 1806: Großherzogtum Hessen,[Anm. 1] Fürstentum Ober-Hessen, Landamt Gießen, Gericht Busecker Tal[19][20]
- ab 1815: Großherzogtum Hessen, Provinz Oberhessen, Landamt Gießen, Gericht Busecker Tal[21]
- ab 1821: Großherzogtum Hessen, Provinz Oberhessen, Landratsbezirk Gießen[Anm. 2]
- ab 1832: Großherzogtum Hessen, Provinz Oberhessen, Kreis Grünberg
- ab 1837: Großherzogtum Hessen, Provinz Oberhessen, Kreis Gießen
- ab 1848: Großherzogtum Hessen, Regierungsbezirk Gießen
- ab 1852: Großherzogtum Hessen, Provinz Oberhessen, Kreis Gießen
- ab 1867: Norddeutscher Bund,[Anm. 3] Großherzogtum Hessen, Provinz Oberhessen, Kreis Gießen
- ab 1871: Deutsches Reich, Großherzogtum Hessen, Provinz Oberhessen, Kreis Gießen
- ab 1918: Deutsches Reich (Weimarer Republik), Volksstaat Hessen, Provinz Oberhessen, Kreis Gießen
- ab 1938: Deutsches Reich, Volksstaat Hessen, Landkreis Gießen[22][Anm. 4]
- ab 1945: Amerikanische Besatzungszone,[Anm. 5] Groß-Hessen, Regierungsbezirk Darmstadt, Landkreis Gießen
- ab 1946: Amerikanische Besatzungszone, Hessen, Regierungsbezirk Darmstadt, Landkreis Gießen
- ab 1949: Bundesrepublik Deutschland, Hessen, Regierungsbezirk Darmstadt, Landkreis Gießen
- ab 1971: Bundesrepublik Deutschland, Hessen, Regierungsbezirk Darmstadt, Landkreis Gießen
- ab 1977: Bundesrepublik Deutschland, Hessen, Regierungsbezirk Darmstadt, Lahn-Dill-Kreis
- ab 1979: Bundesrepublik Deutschland, Hessen, Regierungsbezirk Darmstadt, Landkreis Gießen
- ab 1981: Bundesrepublik Deutschland, Hessen, Regierungsbezirk Gießen, Landkreis Gießen

### Gerichte seit 1803
In der Landgrafschaft Hessen-Darmstadt wurde mit Ausführungsverordnung vom 9. Dezember 1803 das Gerichtswesen neu organisiert. Für die Provinz Oberhessen wurde das „Hofgericht Gießen“ eingerichtet. Es war für normale bürgerliche Streitsachen Gericht der zweiten Instanz, für standesherrliche Familienrechtssachen und Kriminalfälle die erste Instanz.
Die Rechtsprechung der ersten Instanz wurde durch die Ämter beziehungsweise Standesherren vorgenommen und somit war für Reiskirchen das „Patrimonialgericht der Freiherren zu Buseck“ in Großen-Buseck zuständig. Nach der Gründung des Großherzogtums Hessen 1806 wurden die Aufgaben der ersten Instanz 1821 im Rahmen der Trennung von Rechtsprechung und Verwaltung auf die neu geschaffenen Land- beziehungsweise Stadtgerichte übertragen, aber erst ab 1827 wurde die Patrimonialgerichtsbarkeit durch das „Landgericht Gießen“ im Namen der Freiherren ausgeübt. Infolge der Märzrevolution 1848 wurden mit dem „Gesetz über die Verhältnisse der Standesherren und adeligen Gerichtsherren“ vom 15. April 1848 die standesherrlichen Sonderrechte endgültig aufgehoben.
Anlässlich der Einführung des Gerichtsverfassungsgesetzes am 1. Oktober 1879 wurden die bisherigen Land- und Stadtgerichte im Großherzogtum Hessen aufgehoben und durch Amtsgerichte an gleicher Stelle ersetzt, ebenso verfuhr man mit den als Obergerichten fungierenden Hofgerichten, deren Funktion nun die neu errichteten Landgerichte übernahmen. Die Bezirke des Stadt- und des Landgerichts Gießen wurden zusammengelegt und bildeten nun zusammen mit den vorher zum Landgericht Grünberg gehörigen Orten Allertshausen und Climbach den Bezirk des neu geschaffenen Amtsgerichts Gießen, welches seitdem zum Bezirk des als Obergericht neu errichteten Landgerichts Gießen gehört. Zwischen dem 1. Januar 1977 und 1. August 1979 trug das Gericht den Namen „Amtsgericht Lahn-Gießen“, der mit der Auflösung der Stadt Lahn wieder in „Amtsgericht Gießen“ umbenannt wurde.

## Bevölkerung

### Einwohnerstruktur 2011
Nach den Erhebungen des Zensus 2011 lebten am Stichtag, dem 9. Mai 2011, in Reiskirchen 10.250 Einwohner. Darunter waren 312 (3,0 %) Ausländer, von denen 115 aus dem EU-Ausland, 114 aus anderen europäischen Ländern und 83 aus anderen Staaten kamen. Von den deutschen Einwohnern hatten 21,3 % einen Migrationshintergrund. Bis zum Jahr 2020 erhöhte sich die Ausländerquote auf 7,6 %. Nach dem Lebensalter waren 1.767 Einwohner unter 18 Jahren, 4.239 zwischen 18 und 49, 2.316 zwischen 50 und 64 und 1.929 Einwohner waren älter. Die Einwohner lebten in 4.305 Haushalten. Davon waren 1.172 Singlehaushalte, 1.360 Paare ohne Kinder und 1.370 Paare mit Kindern, sowie 348 Alleinerziehende und 108 Wohngemeinschaften.

### Einwohnerentwicklung
| • 1502: | 16 Männer                                                                    |
| • 1577: | 33 Hausgesesse                                                               |
| • 1630: | 42 Männer, 3 Witwen, 9 Vormundschaften                                       |
| • 1669: | 195 Seelen                                                                   |
| • 1742: | 2 Geistliche/Beamte, 69 Untertanen, 26 Junge Mannschaften, 8 Beisassen/Juden |
| • 1800: | 304 Einwohner                                                                |
| • 1806: | 418 Einwohner, 79 Häuser                                                     |
| • 1829: | 590 Einwohner, 98 Häuser                                                     |
| • 1867: | 661 Einwohner, 124 Häuser                                                    |

| Reiskirchen: Einwohnerzahlen von 1800 bis 2015 | Reiskirchen: Einwohnerzahlen von 1800 bis 2015 | Reiskirchen: Einwohnerzahlen von 1800 bis 2015 | Reiskirchen: Einwohnerzahlen von 1800 bis 2015 | Reiskirchen: Einwohnerzahlen von 1800 bis 2015 |
| --- | ---------------------------------------------- | ---------------------------------------------- | ---------------------------------------------- | ---------------------------------------------- |
| Jahr |                                                |                                                |                                                | Einwohner                                      |
| 1800 | 1800                                           |                                                | 304                                            | 304                                            |
| 1806 | 1806                                           |                                                | 418                                            | 418                                            |
| 1829 | 1829                                           |                                                | 490                                            | 490                                            |
| 1834 | 1834                                           |                                                | 636                                            | 636                                            |
| 1840 | 1840                                           |                                                | 674                                            | 674                                            |
| 1846 | 1846                                           |                                                | 702                                            | 702                                            |
| 1852 | 1852                                           |                                                | 776                                            | 776                                            |
| 1858 | 1858                                           |                                                | 776                                            | 776                                            |
| 1864 | 1864                                           |                                                | 657                                            | 657                                            |
| 1871 | 1871                                           |                                                | 679                                            | 679                                            |
| 1875 | 1875                                           |                                                | 664                                            | 664                                            |
| 1885 | 1885                                           |                                                | 706                                            | 706                                            |
| 1895 | 1895                                           |                                                | 754                                            | 754                                            |
| 1905 | 1905                                           |                                                | 841                                            | 841                                            |
| 1910 | 1910                                           |                                                | 889                                            | 889                                            |
| 1925 | 1925                                           |                                                | 975                                            | 975                                            |
| 1939 | 1939                                           |                                                | 1.038                                          | 1.038                                          |
| 1946 | 1946                                           |                                                | 1.497                                          | 1.497                                          |
| 1950 | 1950                                           |                                                | 1.602                                          | 1.602                                          |
| 1956 | 1956                                           |                                                | 1.647                                          | 1.647                                          |
| 1961 | 1961                                           |                                                | 1.676                                          | 1.676                                          |
| 1967 | 1967                                           |                                                | 1.817                                          | 1.817                                          |
| 1972 | 1972                                           |                                                | 4.728                                          | 4.728                                          |
| 1975 | 1975                                           |                                                | 7.501                                          | 7.501                                          |
| 1980 | 1980                                           |                                                | 8.167                                          | 8.167                                          |
| 1985 | 1985                                           |                                                | 8.262                                          | 8.262                                          |
| 1990 | 1990                                           |                                                | 8.941                                          | 8.941                                          |
| 1995 | 1995                                           |                                                | 10.252                                         | 10.252                                         |
| 2000 | 2000                                           |                                                | 10.667                                         | 10.667                                         |
| 2005 | 2005                                           |                                                | 10.739                                         | 10.739                                         |
| 2010 | 2010                                           |                                                | 10.455                                         | 10.455                                         |
| 2011 | 2011                                           |                                                | 10.250                                         | 10.250                                         |
| 2015 | 2015                                           |                                                | 10.298                                         | 10.298                                         |
| Datenquelle: Historisches Gemeindeverzeichnis für Hessen: Die Bevölkerung der Gemeinden 1834 bis 1967. Wiesbaden: Hessisches Statistisches Landesamt, 1968. Weitere Quellen: ; 1972:; ab 1975:; Zensus 2011 Ab 1972 einschließlich der im Zuge der Gebietsreform in Hessen eingegliederten Orte. |                                                |                                                |                                                |                                                |

### Historische Religionszugehörigkeit
| • 1829: | 566 evangelische (= 95,9 %), 24 jüdische (= 4,1 %) Einwohner                                                                                             |
| • 1961: | 1402 evangelische (= 83,7 %), 236 römisch-katholische (= 14,1 %) Einwohner                                                                               |
| • 1987: | 6140 evangelische (= 74,5 %), 1238 katholische (= 15,0 %), 873 sonstige (= 10,5 %) Einwohner                                                             |
| • 2011: | 6170 evangelische (= 60,9 %), 1620 katholische (= 16,0 %), 310 freikirchliche (= 3,0 %), 230 andersgläubig (= 2,2 %), 1750 sonstige (= 17,3 %) Einwohner |

### Historische Erwerbstätigkeit
| Quelle: Historisches Ortslexikon; Gemeindelexikon | |
| • 1961:                                           | Erwerbspersonen: 195 Land- und Forstwirtschaft (22,9 %), 338 Produzierendes Gewerbe (39,6 %), 173 Handel, Verkehr und Nachrichtenübermittlung (20,3 %), 148 Dienstleistungen und Sonstiges (17,3 %).                                                             |
| • 2000:                                           | Sozialversicherungspflichtig Beschäftigte: 2635 Personen. Davon Produzierendes Gewerbe 56,2 %, Handel, Gastgewerbe und Verkehr: 22,8 %, Unternehmensdienstleistungen 7,4 %, Öffentliche und private Dienstleistungen 13,2 %, Sonstiges (oder anonymisiert) 0,4 % |
| • 2000:                                           | Ausschließlich geringfügig Beschäftigte: 422 Personen. |
| • 2016:                                           | Sozialversicherungspflichtig Beschäftigte: 2899 Personen. Davon Produzierendes Gewerbe 52,2 %, Handel, Gastgewerbe und Verkehr: 22,3 %, Unternehmensdienstleistungen –, Öffentliche und private Dienstleistungen 16,9 %, Sonstiges (oder anonymisiert) 8,6 %     |
| • 2016:                                           | Ausschließlich geringfügig Beschäftigte: 499 Personen. |

## Politik

### Gemeindevertretung
Die Kommunalwahl am 14. März 2021 lieferte folgendes Ergebnis, in Vergleich gesetzt zu früheren Kommunalwahlen:
| Sitzverteilung in der Gemeindevertretung 2021Insgesamt 31 Sitze - SPD: 9 - Grüne: 5 - FW: 10 - CDU: 7 | Parteien und Wählergemeinschaften | Parteien und Wählergemeinschaften           | 2021  | 2021  | 2016  | 2016  | 2011  | 2011  | 2006  | 2006  | 2001  | 2001  |
| Sitzverteilung in der Gemeindevertretung 2021Insgesamt 31 Sitze - SPD: 9 - Grüne: 5 - FW: 10 - CDU: 7 | Parteien und Wählergemeinschaften | Parteien und Wählergemeinschaften           | %     | Sitze | %     | Sitze | %     | Sitze | %     | Sitze | %     | Sitze |
| Sitzverteilung in der Gemeindevertretung 2021Insgesamt 31 Sitze - SPD: 9 - Grüne: 5 - FW: 10 - CDU: 7 | FW                                | Freie Wähler Reiskirchen                    | 32,2  | 10    | 30,1  | 9     | 19,6  | 7     | 15,8  | 6     | 16,0  | 6     |
| Sitzverteilung in der Gemeindevertretung 2021Insgesamt 31 Sitze - SPD: 9 - Grüne: 5 - FW: 10 - CDU: 7 | SPD                               | Sozialdemokratische Partei Deutschlands     | 29,1  | 9     | 32,7  | 10    | 36,2  | 14    | 40,3  | 15    | 38,6  | 14    |
| Sitzverteilung in der Gemeindevertretung 2021Insgesamt 31 Sitze - SPD: 9 - Grüne: 5 - FW: 10 - CDU: 7 | CDU                               | Christlich Demokratische Union Deutschlands | 24,2  | 7     | 27,8  | 9     | 25,0  | 9     | 31,2  | 12    | 34,6  | 13    |
| Sitzverteilung in der Gemeindevertretung 2021Insgesamt 31 Sitze - SPD: 9 - Grüne: 5 - FW: 10 - CDU: 7 | Grüne                             | Bündnis 90/Die Grünen                       | 14,5  | 5     | 9,4   | 3     | 15,8  | 6     | 5,4   | 2     | 5,5   | 2     |
| Sitzverteilung in der Gemeindevertretung 2021Insgesamt 31 Sitze - SPD: 9 - Grüne: 5 - FW: 10 - CDU: 7 | FDP                               | Freie Demokratische Partei                  | —     | —     | —     | —     | 3,3   | 1     | 3,6   | 1     | 2,2   | 1     |
| Sitzverteilung in der Gemeindevertretung 2021Insgesamt 31 Sitze - SPD: 9 - Grüne: 5 - FW: 10 - CDU: 7 | CSWU                              | Christlich Soziale Wählerunion              | —     | —     | —     | —     | —     | —     | 3,6   | 1     | 3,2   | 1     |
| Sitzverteilung in der Gemeindevertretung 2021Insgesamt 31 Sitze - SPD: 9 - Grüne: 5 - FW: 10 - CDU: 7 | Gesamt                            | Gesamt                                      | 100,0 | 31    | 100,0 | 31    | 100,0 | 37    | 100,0 | 37    | 100,0 | 37    |
| Sitzverteilung in der Gemeindevertretung 2021Insgesamt 31 Sitze - SPD: 9 - Grüne: 5 - FW: 10 - CDU: 7 | Ungültige Stimmen in %            | Ungültige Stimmen in %                      | 3,0   | —     | 6,5   | —     | 5,2   | —     | 4,3   | —     | 3,1   | —     |
| Sitzverteilung in der Gemeindevertretung 2021Insgesamt 31 Sitze - SPD: 9 - Grüne: 5 - FW: 10 - CDU: 7 | Wahlbeteiligung in %              | Wahlbeteiligung in %                        | 47,5  | 47,5  | 49,0  | 49,0  | 44,9  | 44,9  | 43,4  | 43,4  | 56,9  | 56,9  |

### Bürgermeister
Nach der hessischen Kommunalverfassung wird der Bürgermeister für eine sechsjährige Amtszeit gewählt, seit dem Jahr 1993 in einer Direktwahl, und ist Vorsitzender des Gemeindevorstands, dem in der Gemeinde Reiskirchen neben dem Bürgermeister ehrenamtlich ein Erster Beigeordneter und sieben weitere Beigeordnete angehören. Bürgermeister ist seit dem 15. März 2025 Tobias Breidenbach (CDU). Er wurde als Nachfolger von Dietmar Kromm, der nach zwei Amtszeiten nicht wieder kandidiert hatte, am 22. September 2024 im ersten Wahlgang bei 43,51 Prozent Wahlbeteiligung mit 68,21 Prozent der Stimmen gewählt.
Amtszeiten der Bürgermeister
- 2025–2031 Tobias Breidenbach (CDU)[41]
- 2013–2025 Dietmar Kromm[42]
- 2002–2012 Holger Sehrt (SPD)[45]
- 1984–2001 Klaus Döring (SPD)[46]

### Partnerschaften
Die Gemeinde Reiskirchen pflegt Partnerschaften mit den Gemeinden Goleszów in Polen, der elsässischen Gemeinde Muttersholtz und mit Wandersleben in Thüringen.

## Kultur und Sehenswürdigkeiten
Einen hohen Bekanntheitsgrad hat das Blasorchester der Freiwilligen Feuerwehr Reiskirchen unter der musikalischen Leitung von Christoph Aßmann. Der ehemalige Dirigent Otmar Scheld erhielt für seine Verdienste am 23. Dezember 2007 vom damaligen hessischen Innenminister Volker Bouffier das Bundesverdienstkreuz am Bande.

### Sport
Erwähnenswert sind die Sportvereine TSG Reiskirchen, der Tennisverein Reiskirchener TC mit vier Tennisplätzen, der Kegelklub M85 Mittelhessen sowie der Kunstrasen-Sportplatz.

## Wirtschaft und Infrastruktur

### Flächennutzung
Das Gemeindegebiet umfasst eine Gesamtfläche von 4499 Hektar, davon entfallen in ha auf:
| Nutzungsart             | Nutzungsart             | 2011 | 2015 |
| ----------------------- | ----------------------- | ---- | ---- |
| Gebäude- und Freifläche | Gebäude- und Freifläche | 347  | 347  |
| davon                   | Wohnen                  | 235  | 232  |
|                         | Gewerbe                 | 27   | 28   |
| Betriebsfläche          | Betriebsfläche          | 29   | 29   |
| davon                   | Abbauland               | 0    | 0    |
| Erholungsfläche         | Erholungsfläche         | 131  | 135  |
| davon                   | Grünanlage              | 20   | 21   |
| Verkehrsfläche          | Verkehrsfläche          | 351  | 353  |
| Landwirtschaftsfläche   | Landwirtschaftsfläche   | 2192 | 2183 |
| davon                   | Moor                    | 0    | 0    |
|                         | Heide                   | 0    | 0    |
| Waldfläche              | Waldfläche              | 1389 | 1403 |
| Wasserfläche            | Wasserfläche            | 37   | 38   |
| Sonstige Nutzung        | Sonstige Nutzung        | 13   | 12   |

### Verkehr
Reiskirchen ist verkehrsgünstig an den Autobahnen 5 und 480 (Reiskirchener Dreieck) und an der Bundesstraße 49 gelegen. Für die B 49 ist eine Ortsumgehung südlich von Reiskirchen geplant. Im Bundesverkehrswegeplan 2030 ist die Umgehung in der Kategorie Vordringlicher Bedarf eingeordnet, als Kosten werden ungefähr 12 Millionen Euro angegeben.
Am 22. März 2009 haben die wahlberechtigten Bürger Reiskirchens in einem Bürgerentscheid darüber abgestimmt, ob ein Beschluss der Gemeindevertretung für die Südumgehung aufgehoben wird. 66 Prozent der Abstimmenden votierten gegen diesen Vorschlag bei einer Wahlbeteiligung von 56,6 Prozent.

## Persönlichkeiten
- Kurt Gerhard Fischer (* 5. Januar 1928 in Leipzig; † 1. Dezember 2001 in der Toskana), Professor für Didaktik der Gesellschaftswissenschaften an der Justus-Liebig-Universität Gießen, lebte bevor er nach Italien zog in Reiskirchen.